# خميس بن سعيد الشقصي
خميس بن سعيد بن علي الشقصي 
(ت، بين: 1059-1090هـ)
هو الفقيه العلامة الشيخ خميس الشقصي، أحد أقطاب العلم والسياسة في النصف الثاني من القرن العاشر والنصف الأول من القرن الحادي عشر. ولد بنزوى ثم انتقل إلى الرستاق ونشأ فيها، وتزوج من أم الإمام ناصر بن مرشد اليعربي (مؤسس دولة اليعاربة)  بعد وفاة زوجها، فتربى الإمام ناصر في حجره وتحت رعايته. عقدت الإمامة للإمام على يديه فكان عضده الأيمن، صحبه إلى نزوى ورافقه في غزواته وأصبح قاضيا للمسلمين وقاد جيش الإمام لفتح مسقط. سار قاصدا بوشر فأرسل إليه البرتغاليون يطلبون منه الصلح فأجابهم إليه وتصالح معهم وكف القتال، ولذا فهو يعد من مؤسسي دولة اليعاربة. له مؤلفات جليلة أشهرها: منهج الطالبين وبلاغ الراغبين وهو يعد موسوعة علمية إذ يقع في عشرين جزءا، وله كتاب الإمامة العظمى. توفي الشيخ الشقصي أيام دولة الإمام سلطان بن سيف الأول أي ما بين 1059 و1090هـ.